# Dyscia malatyana
Dyscia malatyana là một loài bướm đêm trong họ Geometridae.